# III. Sulmánu-asarídu Fekete obeliszkje
III. Sulmánu-asarídu Fekete obeliszkje a British Museumban őrzött asszír mészkőobeliszk III. Sulmánu-asarídu (Szalmanasszár) asszír király (i. e. 858–824) korából. A kő egyben egy győzelmi sztélé, négy oldalán sok jelenet mutatja be a legyőzött országokból kapott adományokat. Észak-Irakból, az egykori Kalhu városából származik. Számos más múzeumban is megtekinthető hiteles, öntött másolata. Ez az eddig felfedezett két, teljes egészében fennmaradt asszír obeliszk egyike, a másik a sokkal korábbi, valószínűleg I. Assur-nászir-apli király idejéből származó Fehér obeliszk. 
Az obeliszk jelentősége kiemelkedő, mivel történelmileg azonosítható személyeket és helyeket rögzít. Ezt tartják egy bibliai személy – Jéhu, az Izraeli Királyság királya – legkorábbi fennmaradt ábrázolásának. Más történészek az ábrázolt személyt Jórám izraeli királynak tartják. Az obeliszken található Parsua szó ugyancsak az első fennmaradt hivatkozás a perzsákra.
Az obeliszk témája a meghódított, jól azonosítható területekről érkező adományok beérkezésének ábrázolása. I. e. 825-ben, egy polgárháború idején állították fel a város központi terén. Sir Austen Henry Layard régész 1846-ban találta meg.

## A Fekete obeliszk négy oldala

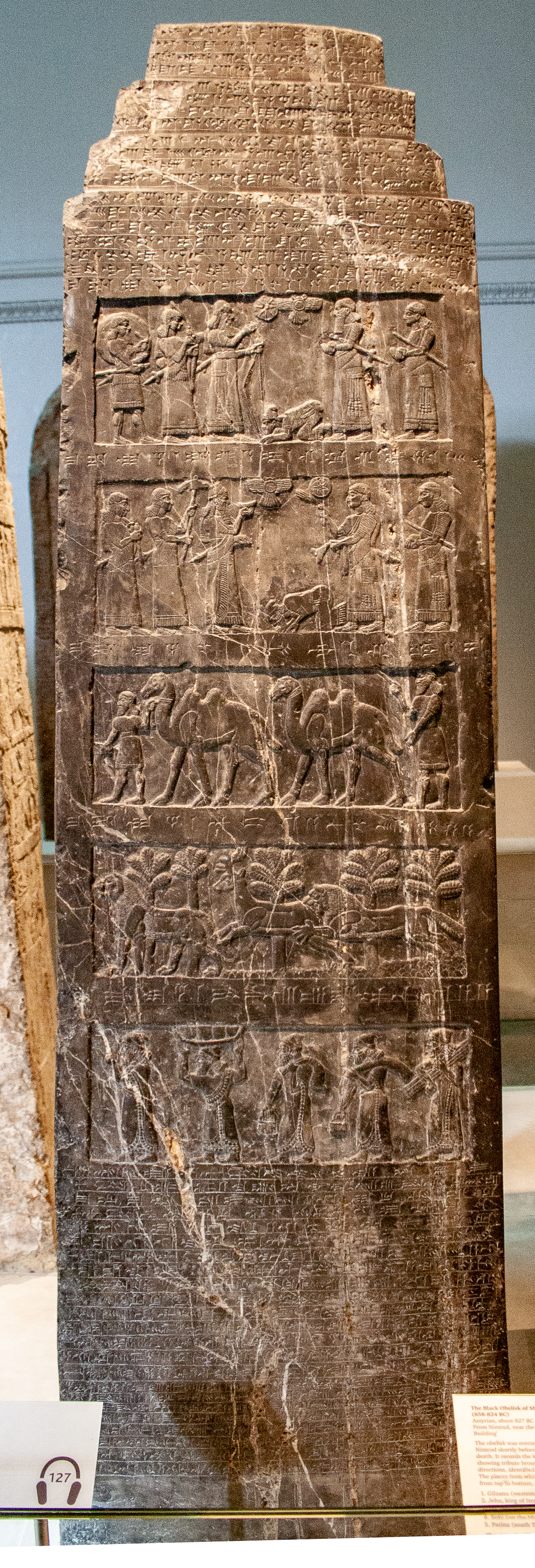
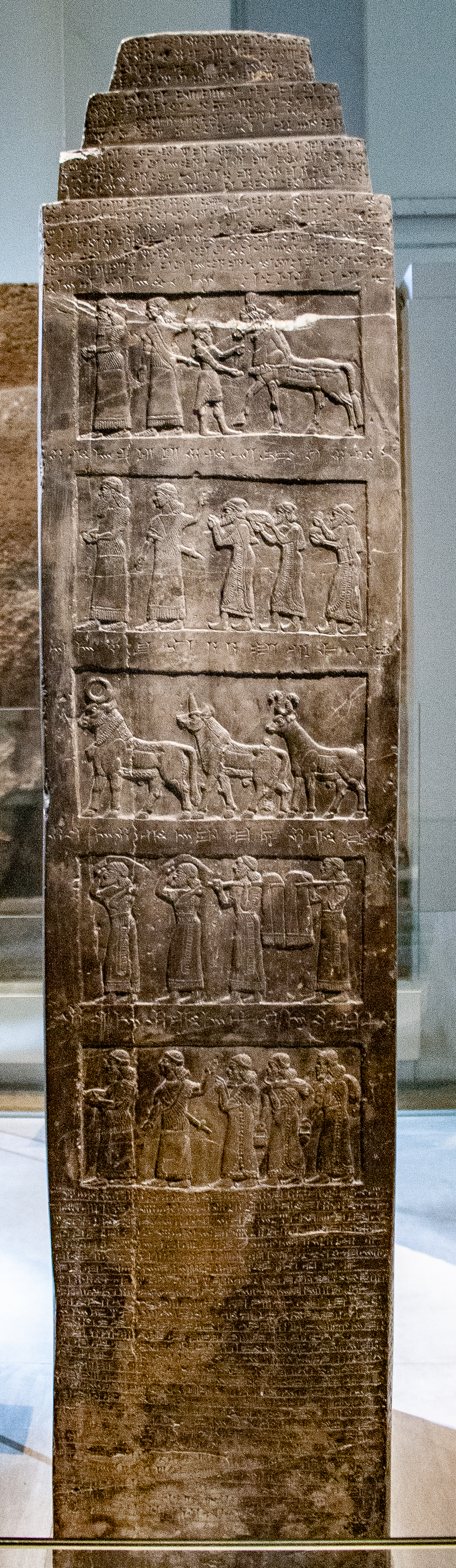
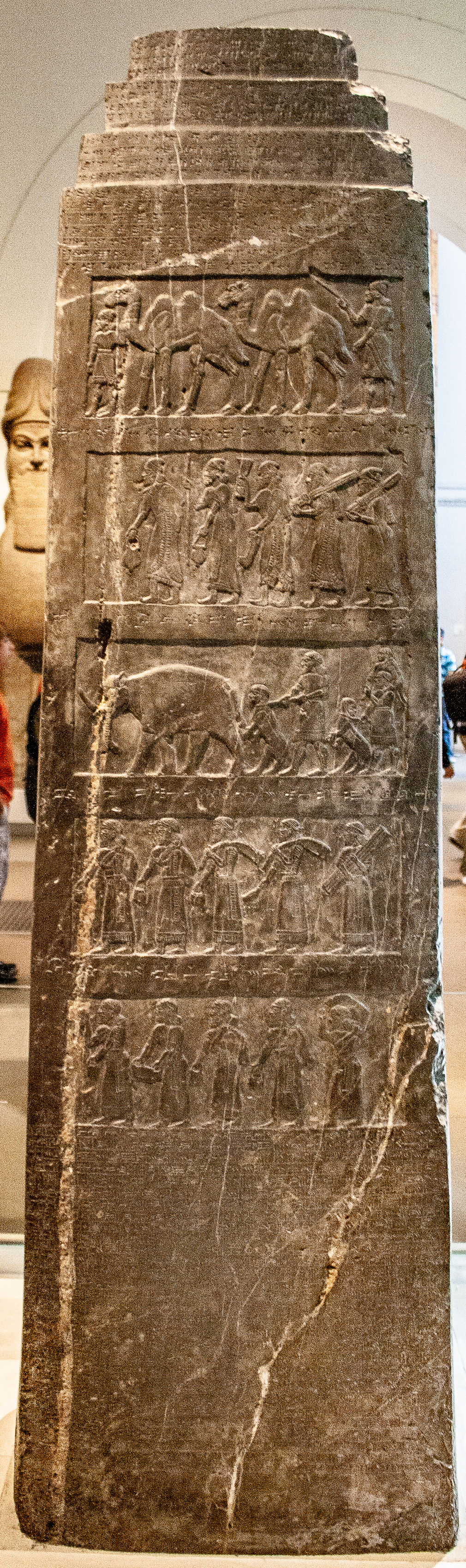
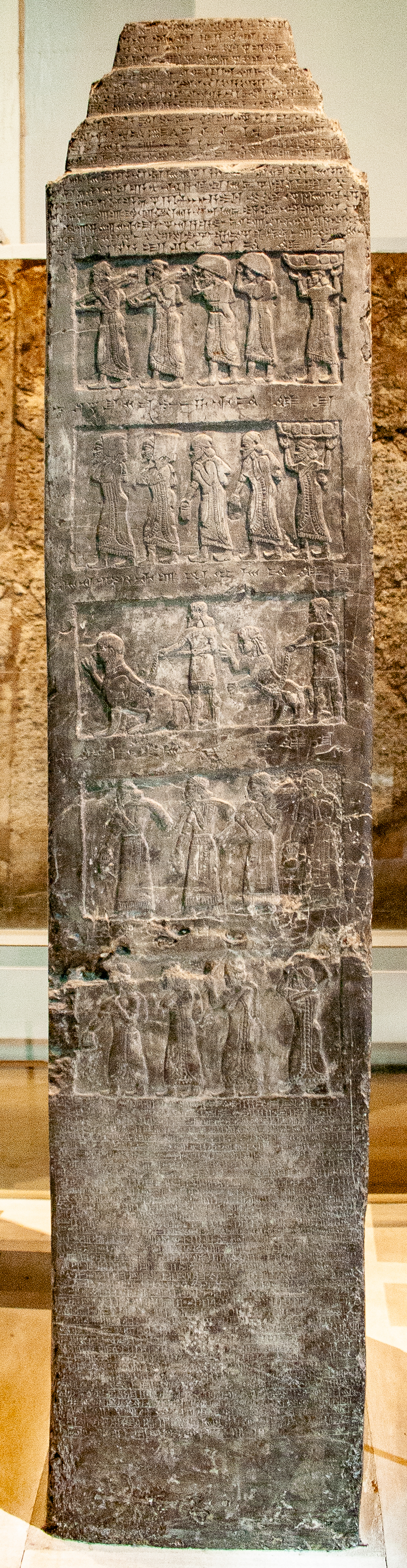

## Leírás
Az obeliszk négy oldalán öt-öt, összesen húsz dombormű szerepel. Ezek öt különböző alávetett királyt ábrázolnak, amint ajándékokat hoznak és leborulnak az asszír király előtt. A felső sorban körben az észak-iráni Gilzanu királyság Sua nevű királya és adományai láthatók, a felülről a második sorban Jéhu, az Izraeli Királyság királya, a harmadik az észak-mezopotámiai kis Muszri királyság egy meg nem nevezett királya, a negyedik Marduk-apil-usur, Suhi királya az Eufrátesz középső folyása mentén; az ötödik pedig Qalparunda, Patin királya a mai Törökország Antakya régiójából. Mindegyik királynak mind a négy domborműve felett ékírásos felirat is van, ami részletezi a küldöttségek által hozott kincseket.
Az obeliszk tetején és alján hosszú ékírásos feliratok beszélik el a király tetteit, éves hadjáratait egészen uralkodása 31. évéig. A feliratok néhány sajátossága arra enged következtetni, hogy a sztélé megrendelője a király fő hadvezére, Dajján-Assur volt.

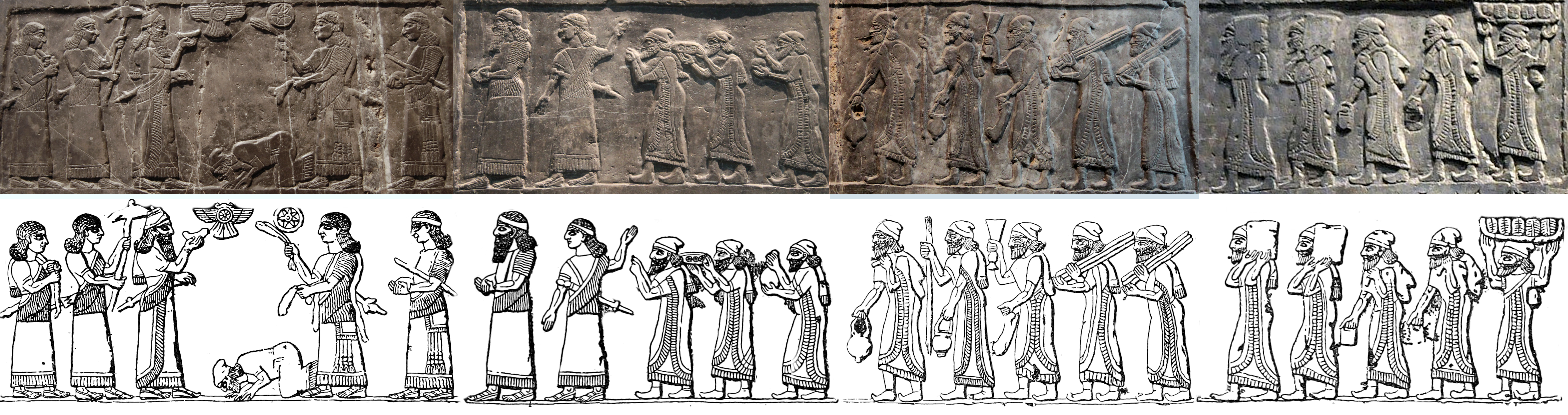
Az izraeli küldöttség négy domborműve a felülről második sorból egymás mellé helyezve

## Fordítás
- Ez a szócikk részben vagy egészben  a   Black Obelisk of Shalmaneser III című angol Wikipédia-szócikk ezen változatának fordításán alapul.  Az eredeti cikk szerkesztőit annak laptörténete sorolja fel. Ez a jelzés csupán a megfogalmazás eredetét és a szerzői jogokat jelzi, nem szolgál a cikkben szereplő információk forrásmegjelöléseként.